# Fulladu East
Fulladu East (Schreibvariante: Fuladu East) ist einer von 35 Distrikten – der zweithöchsten Ebene der Verwaltungsgliederung – im westafrikanischen Staat Gambia. Es ist einer von vier Distrikten in der Upper River Region.
Nach einer Berechnung von 2013 leben dort etwa 107.442 Einwohner, das Ergebnis der letzten veröffentlichten Volkszählung von 2003 betrug 98.454.
Der Name ist von Fulladu abgeleitet, einem ehemaligen kleinen Reich.

## Ortschaften
Die zehn größten Orte sind:
- Basse Santa Su, 11.859
- Sabi, 9987
- Gambissara, 9859
- Allunhari, 5784
- Demba Kunda, 5156
- Kularr, 4314
- Numuyel, 3994
- Dempha Kunda, 3829
- Dingiri, 2683
- Kaba Kama, 2383

## Bevölkerung
Nach einer Erhebung von 1993 (damalige Volkszählung) stellt die größte Bevölkerungsgruppe die der Serahule mit einem Anteil von rund vier Zehnteln, gefolgt von den Fula und den Mandinka. Die Verteilung im Detail: 26,4 % Mandinka, 27,3 % Fula, 0,5 % Wolof, 0,3 % Jola, 43,2 % Serahule, 0,4 % Serer, 0,1 % Aku, 0,2 % Manjago, 0,9 % Bambara und 0,8 % andere Ethnien.